# لاخکووین
| سامانه   | ردیف      | اشکوب    | میلیون سال پیش |
| -------- | --------- | -------- | -------------- |
| کربونیفر | میسیسیپین | تورنیسین | → پیش از آن    |
| دوونین   | بالا      | فامنین   | ۳۵۸٬۹–۳۷۲٬۲    |
| دوونین   | بالا      | فراسنین  | ۳۷۲٬۲–۳۸۲٬۷    |
| دوونین   | میانه     | گیوتین   | ۳۸۲٬۷–۳۸۷٬۷    |
| دوونین   | میانه     | ایفلین   | ۳۸۷٬۷–۳۹۳٬۳    |
| دوونین   | زیرین     | امسین    | ۳۹۳٬۳–۴۰۷٬۶    |
| دوونین   | زیرین     | پراگین   | ۴۰۷٬۶–۴۱۰٬۸    |
| دوونین   | زیرین     | لوخکووین | ۴۱۰٬۸–۴۱۹٬۲    |
| سیلورین  | پریدولی   | پریدولی  | → پس از آن     |

لاخکووین (انگلیسی: Lochkovian) در مقیاس زمانی زمین‌شناسی یکی از سه اشکوب از دور دوونین پیشین از دوران دیرینه‌زیستی از ابردوران پیدازیستی است که بازه زمانی ۳٫۲ ± ۴۱۹٫۲ تا ۲٫۸ ± ۴۱۰٫۸ میلیون سال پیش را در بر می‌گیرد.
لاخکووین به عنوان آغاز دوره دوره دوونین شناخته می‌شود و پس از آن عصر پراگین قرار دارد. نام لاخکووین از روستای لاخکوف در جمهوری چک گرفته شده که امروزه بخشی از شهر پراگ به‌شمار می‌رود.